# Chalepogenus calceolariae
Chalepogenus calceolariae là một loài Hymenoptera trong họ Apidae. Loài này được Roig-Alsina mô tả khoa học năm 1999.